# ميلة (دشت سر)
میلة (بالفارسية: میله) هي قرية تقع في إيران في قسم دشت سر الريفي. يقدر عدد سكانها بـ 878 نسمة .